# Ludwigsburg (district)
Județul Ludwigsburg este un județ (în germană Kreis) în landul Baden-Württemberg, Germania. 
Format:Județe-Baden-Württemberg
1. 1 2  GeoNames